# أبو الفرج روني
أبو الفرج روني كان شاعرًا فارسيًا في القرن الحادي عشر، ولد في لاهور وازدهر خلال العصر الغزنوي. كان معاصرًا لمسعود سعد سلمان، وتوفي في بعض الأحيان بعد عام 1099.

## قراءة إضافية
- إي جي براون. التاريخ الأدبي لبلاد فارس . (أربعة مجلدات، 2256 صفحة، وخمسة وعشرون عامًا من الكتابة). 1998.(ردمك 0-7007-0406-X)رقم ISBN 0-7007-0406-X
- جان ريبكا، تاريخ الأدب الإيراني . شركة ريدل للنشر. ASIN B-000-6BXVT-K

## طالع أيضًا
- قائمة الشعراء والمؤلفين الفارسيين